# 高鷲村立高鷲小学校切立上野冬季分校
高鷲村立高鷲小学校切立上野冬季分校（たかすそんりつ たかすしょうがっこう　きったてうえのとうきぶんこう）は、かつて岐阜県郡上郡高鷲村（現・郡上市）に存在した公立小学校の冬季分校。

## 概要
- 高鷲小学校の冬季分校であり、上野冬季分校とも称した。
- 分校が存在した上野地区は、戦後開拓によって開かれた集落（上野開拓地）である。上野地区の児童は、冬季以外の時季は高鷲小学校切立分校に通学していた。1967年、上野地区の住民の集団移転により廃村となったため、高鷲小学校切立分校に統合され廃校。上野地区は現在、明野高原として別荘地、キャンプ場となっている。

## 沿革
- 1947年（昭和22年）1月 - 高鷲国民学校切立上野冬季分教場の設置が認可される。諸般の事情で開校は見送られる。
- 1950年（昭和25年）6月27日 - 高鷲村立高鷲小学校切立上野冬季分校として開校。民家を仮校舎とする。
- 1951年（昭和26年） - 校舎を新築し、移転する。
- 1963年（昭和38年）
  - 1月 - 三八豪雪の積雪により、校舎が倒壊する。
  - 10月 - 校舎を再建（新築）する。
- 1967年（昭和42年）3月 - 高鷲小学校切立分校に統合され、廃校。